# 케이빙

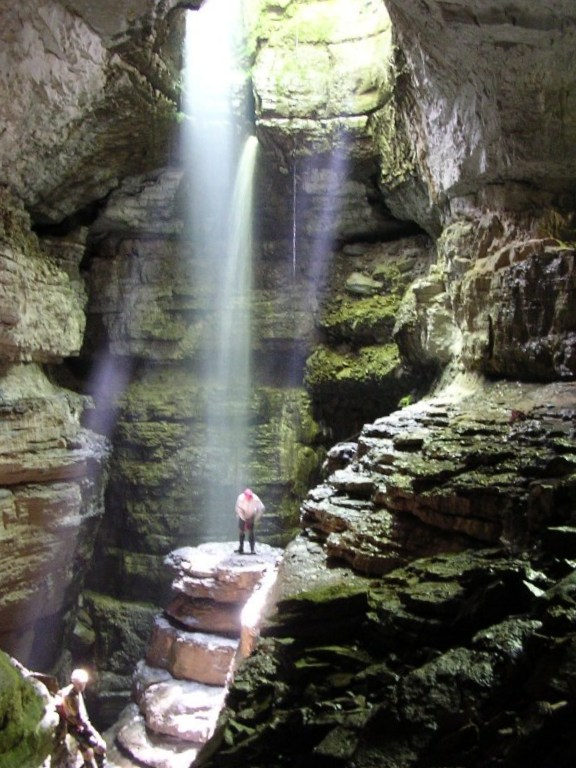
케이빙

케이빙(영어: Caving)은 과학적 탐구심을 가지고 동굴에 들어가는 탐구 활동이다. 야외 스포츠로서의 측면도 있지만, 주체가 아니다. 스필런킹(spelunking) 또는 포솔링(potholing)이라고도 한다.